# Dornaper Kalkgebiet
Das Dornaper Kalkgebiet ist eine kleinteilige Naturräumliche Einheit mit der Ordnungsnummer 3371.16 auf dem Gebiet der bergischen Städte Wuppertal (Ortsteile Wieden, Dornap, Hahnenfurth und Schöller) und Haan (Ortsteil Gruiten).

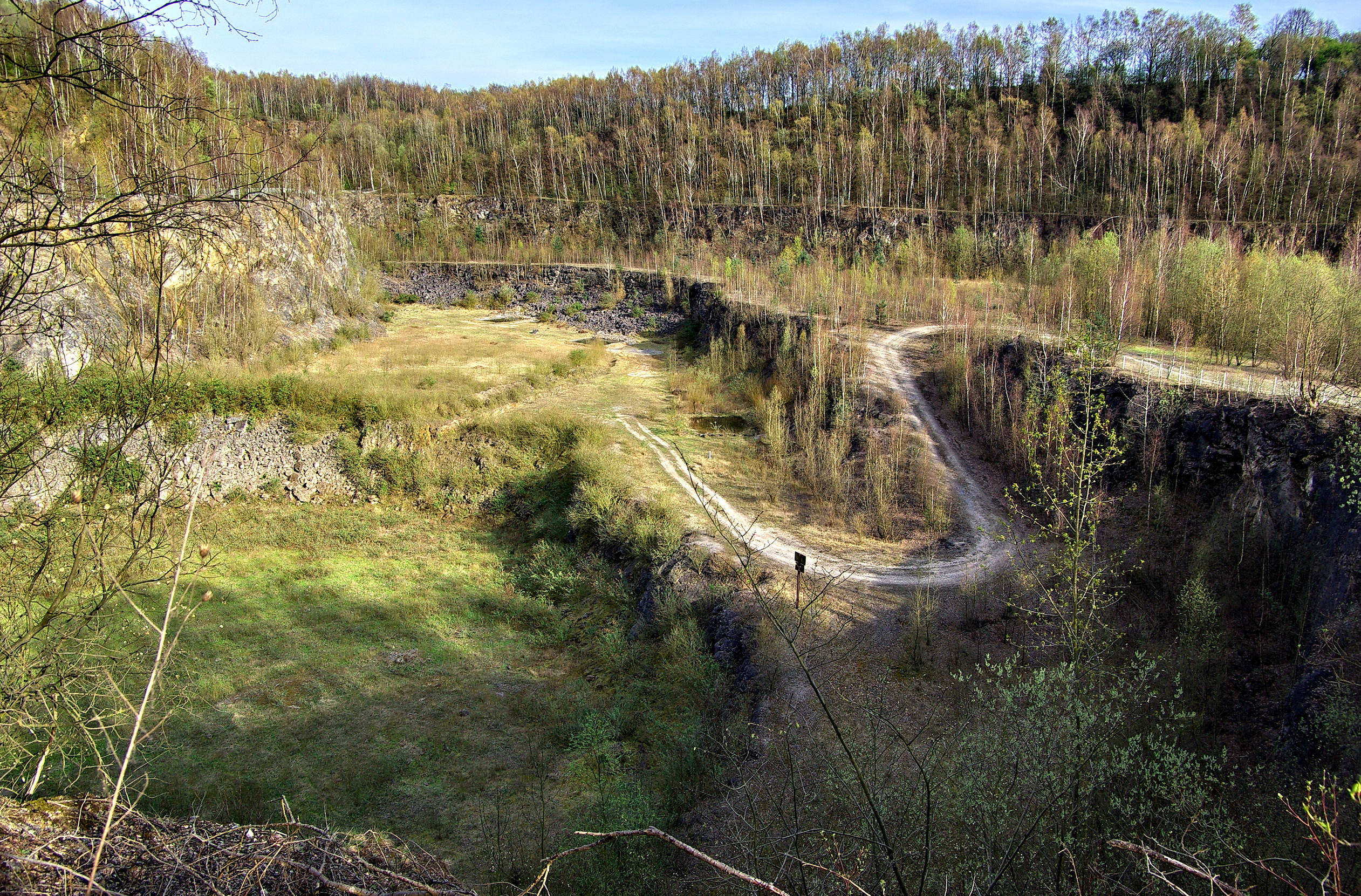
Die Grube 7, ein aufgelassener Kalksteinbruch bei Gruiten

Die schmale, auf 150 bis 190 m Höhe gelegene Senke besteht aus stark gefalteten, durch hohe Niederschläge abgetragenen und verkarsteten Massenkalken (Eskesberger Kalk und Schwelmer Kalk) aus dem Mitteldevon nordwestlich von Vohwinkel und wird ringsum von höheren Rücken und Kuppen umgeben. Nach Norden hin fällt die Oberfläche der Senke zur Düssel hin ab. Dort gliedern zahlreiche Trockentäler und Dolinen das Gebiet. In den Dolinen sind isolierte Vorkommen von Quarzsänden, Quarzkies und Tone vorhanden.
Der Kalk in der Dornaper Senke wird seit dem Mittelalter in Steinbrüchen und Gruben, heute auch industriell, abgebaut. Aufgelassene Tagebaue sind u. a. Grube 7, Grube 10, Grube Schickenberg, Grube Voßbeck und die Grube Dorp. Die Tagebaue Grube Hanielsfeld, Grube Hahnenfurth und Grube Osterholz werden weiterhin bewirtschaftet.